# Phryno strigosa
Phryno strigosa là một loài ruồi trong họ Tachinidae.